# Pigne d'Arolla
Pigne d'Arolla är en bergstopp i Schweiz.   Den ligger i distriktet Hérens och kantonen Valais, i den södra delen av landet, 110 km söder om huvudstaden Bern. Toppen på Pigne d'Arolla är 3 796 meter över havet, eller 249 meter över den omgivande terrängen. Bredden vid basen är 3,1 km.
Terrängen runt Pigne d'Arolla är huvudsakligen bergig. Runt Pigne d'Arolla är det mycket glesbefolkat, med 2 invånare per kvadratkilometer.. Närmaste större samhälle är Evolène, 13,9 km norr om Pigne d'Arolla. 
Trakten runt Pigne d'Arolla består i huvudsak av gräsmarker.